# Nesoryzomys
Nesoryzomys é um género de roedor da família Cricetidae.

## Espécies
- Nesoryzomys darwini Osgood, 1929
- Nesoryzomys fernandinae Hutterer & Hirsch, 1979
- Nesoryzomys indefessus (Thomas, 1899)
- Nesoryzomys swarthii Orr, 1938